# Fouché d’Otrante

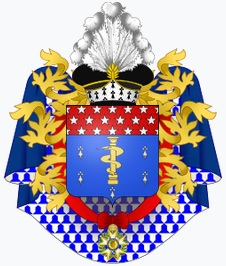
Wappen Joseph Fouchés als Herzog von Otranto

Fouché d’Otrante ist der Name eines ursprünglich französischen, seit dem 19. Jahrhundert in Schweden ansässigen Adelsgeschlechts. Es geht zurück auf den jakobinischen Revolutionär und späteren Polizeiminister Napoleons I., Joseph Fouché, der 1809 zum Herzog von Otranto (französisch: Duc d’Otrante) ernannt wurde. Dabei handelt es sich um einen Adelstitel des im Jahr 1808 per Gesetz geschaffenen napoleonischen Neuadels (noblesse impériale).

## Geschichte
Die Stadt Otranto liegt am südlichen Ende der Ostküste Italiens auf der Halbinsel Salento, etwa 35 Kilometer südöstlich von Lecce. Die Meerenge, die der Stadt vorgelagert ist, wird als Straße von Otranto bezeichnet. Unter dem französischen Namen „Otrante“ schufen die Bonaparte das erbliche Herzogtum Otranto im Satelliten-Königreich Neapel, das bis 1808 Napoleons Bruder Joseph Bonaparte und danach bis 1815 sein Schwager Joachim Murat regierte.
Die Familie Fouché d’Otrante lebt seit dem 19. Jahrhundert in Schweden, da der dritte Sohn des Polizeiministers mit dem französischen Marschall Jean-Baptiste Bernadotte, der zum König Karl XIV. Johann von Schweden gewählt wurde, nach Stockholm ging und Kammerherr von dessen Sohn Oskar I. wurde. Durch Heirat wurde die Familie ab 1875 bis heute auf dem Gut Elghammar in Södermanland ansässig.

## Vorfahren
1. Ambroise Fouché ⚭ Jeanne Passedouet (* um 1629)
  1. Julien Fouché (* 1667 † 1745) ⚭ Marguerite Chiron (* 1683 † 1723)
    1. Julien Joseph Fouché (* 1719 † 1771) ⚭ Marie Françoise Croizet (* 1720 † 1793)
      1. Joseph Fouché * 1759 † 1820

## Stammliste ab Joseph Fouché

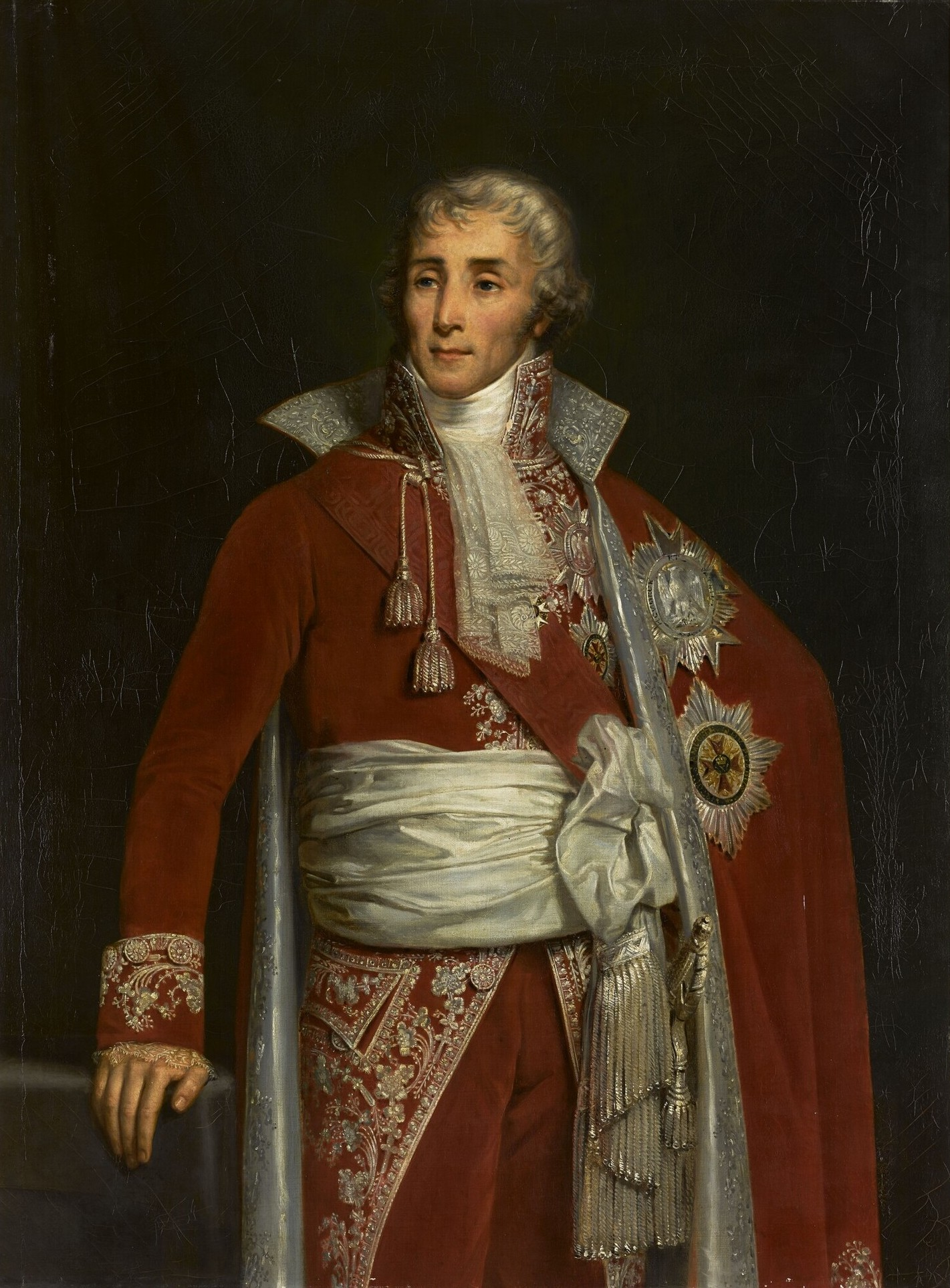
Polizeiminister Joseph Fouché (1759–1820), ab 1809 Herzog von Otranto

1. Joseph Fouché (1759–1820) ⚭ (1.) 1792 Bonne-Jeanne Coignaud (* 1763 † 1812), Tochter des Nicolas François Coiquaud (* 1732 † 1794) und der Marguerite Gautier (* 1734 † 1801), ⚭ (2.) 1818 Gabrielle-Ernestine de Castellane (* 1788 † 1850), Tochter des Hendrik Alfons van Castellane, Markgraf von Majastres (* 1764 † 1802) und der Angelique Catharina Aglae van Varadier (* 1767 † 1816)
  1. (1.) Nièvre Fouché (* 1793 † 1794)
  2. (1.) Joseph-Liberté Fouché, 2. Herzog von Otranto (* 1796 † 1862)
  3. (1.) Armand Fouché, 3. Herzog von Otranto (* 1800 † 1878)
  4. (1.) Paul Athanase Fouché, 4. Herzog von Otranto (* 1801 † 1886),  ⚭ (1.) 1824 Christina Baroness Palmstierna  (* 1799  † 1826), ⚭ (2.) 1836 Vilhelmina Amalia Baroness von Stedingk (* 1802 † 1863)
    1. (2.) Pauline Ernestine Fouché (* 1839 † 1906), ⚭ 1861 Ture Greve Bielke (* 1829 † 1899)
    2. (2.) Gustave Armand Fouché d’Otrante, 5. Herzog von Otranto (* 1840 † 1910), ⚭ (1.) 1865 Augusta Baroness Bonde (* 1846 † 1872),⚭ (2.) 1873 Therese Baroness von Stedingk (* 1837 † 1901), Enkelin des Feldmarschalls Curt von Stedingk und 1875 Erbin von Gut Elghammar bei Gnesta in Södermanland
      1. (1.) Adelaide Augustine Fouché (* 1866 † 1943), ⚭ 1893 Frederik Mauritz Peyron (* 1861 † 1915)

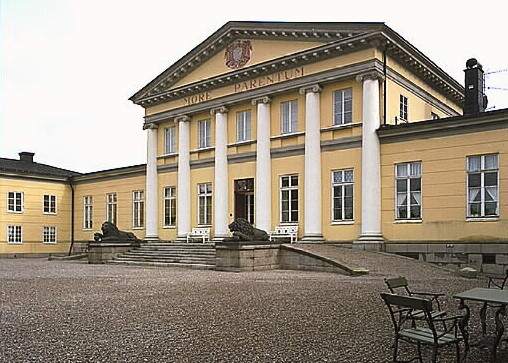
Gut Elghammar

      2. (2.) Gut ElghammarCharles Louis Fouché d’Otrante, 6. Herzog von Otranto (* 1877 † 1950), ⚭  1906 (gesch. 1931) Hedvig Ingeborg Madeleine Gräfin Douglas (* 1886 † 1983)
        1. Victoria Anne Therese Fouché (* 1907 † 2000) ⚭ (1.) 1929 (gesch. 1937) Axel Hans Wilhelm Hjalmarsson Bennich (* 1895 † 1950), ⚭ (2.) 1937 Eugen Frederik Christer Baron von Stedingk (* 1896 † 1947)
        2. Margareta Fouché, (* 1909 † 2005), ⚭ 1934 Gustav Albrecht zu Sayn-Wittgenstein-Berleburg, (* 1907 † 1944/für tot erklärt 1969)
        3. Gustaf Douglas Armand Fouché d’Otrante, 7. Herzog von Otranto (* 1912 † 1995), ⚭ 1967 Metta Christine Gunnel Beata Carolina Gräfin von Rosen (* 1939)
          1. Marguerite Ebba Fouché (* 1968)
          2. Pauline Louise Fouché (* 1970), ⚭ 2000 Mattias Dymling (* 1966)
          3. Josephine Madeleine Désirée Fouché (* 1979)
          4. Charles-Louis Armand Fouché d’Otrante, 8. Herzog von Otranto (* 1986)

        4. Louis Douglas Fouché (* 1917 † 2010), ⚭ 1944 Birgitta Helena Christina Tham (* 1915 † 2012)
          1. Josephine Ebba Madeleine Fouché (* 1946), ⚭ 1973 Hans Olof Dyhlen (* 1945)
          2. Agneta Hélène Marie Fouché (* 1948), ⚭ 1970 Philipp-Reinhard zu Solms-Hohensolms-Lich (* 1934)

    3. (unehelich) Paul Joseph Marie Fouché d’Otrante (* 1871 † 1930), ⚭ 1892 Amélie Adrienne Berthe Ancellin (* 1872 † 1963)
      1. Madeleine Paule Fouché (* 1895 † 1973)
      2. Thérèse Berthe Fouché (* 1900 † 1985), ⚭ 1946 Jean Arthur Plisson (* 1900 † ?)

  5. (1.) Joséphine-Ludmille Fouché (* 1803  † 1893), ⚭ Adolphe Comte de La Barthe de Thermes (* 1789 † 1869)